# Podróż apostolska Franciszka do Bośni i Hercegowiny
8 Podróż apostolska papieża Franciszka odbyła się 6 czerwca 2015 roku do stolicy Bośni i Hercegowiny – Sarajewa.
Wizyta papieża miała na celu "umocenienie braterstwa, pokoju, dialogu międzyreligijnego i przyjaźni" w Bośni. Franciszek był drugim papieżem odwiedzającym ten kraj. Wcześniej dwa razy BiH odwiedził Jan Paweł II, odpowiednio w 1997 oraz 2003 roku.

## Przebieg wizyty[1]
- 7:30 – Wylot z lotniska Fiumicino (Rzym)
- 9:00 – Przywitanie i ceremonia powitalna w Sarajewie
- 9:30 – Wizyta w pałacu prezydenckim
- 10:10 – spotkanie z władzami
- 11:00 – msza św. na stadionie Koševo
- 13:15 – spotkanie i obiad z biskupami BiH w nuncjuturze apostolskiej
- 16:20 – spotkanie z kapłanami, seminarzystami i osobami konsekrowanymi w katedrze
- 17:30 – spotkanie ekumeniczne i międzyreligijne we Franciszkańskim Międzynarodowym Centrum Edukacyjnym
- 18:30 – spotkanie z młodzieżą w centrum diecezjalnym im. Jana Pawła II
- 19:45 – ceremonia pożegnalna w porcie lotniczym w Sarajewie
- 20:00 – odlot do Rzymu
- 21:20 – przylot na lotnisko Ciampino